# Hans Dorfner
Pour les articles homonymes, voir Dorfner.
Hans Dorfner est un footballeur allemand né le 3 juillet 1965 à Nittendorf-Undorf.

## Carrière
- 1983-1984 : Bayern Munich  Allemagne
- 1984-1986 : FC Nuremberg  Allemagne
- 1986-1991 : Bayern Munich  Allemagne
- 1991-1994 : FC Nuremberg  Allemagne[1],[2]

## Palmarès
- 7 sélections et 1 but avec l'équipe d'Allemagne entre 1987 et 1989
- Champion d'Allemagne en 1987, 1989 et 1990 avec le Bayern Munich
- Vainqueur de la Supercoupe d'Allemagne en 1987 et 1990 avec le Bayern Munich
- Champion d'Allemagne de D2 en 1985 avec le FC Nuremberg